# Psi Centauri
Psi Centauri (ψ Centauri / ψ Cen / HD 125473 / HR 5367) es una estrella en la constelación de Centaurus de magnitud aparente +4,05.
Se encuentra a 247 años luz del sistema solar.
De tipo espectral A0IV, Psi Centauri es una binaria eclipsante cuya duplicidad fue descubierta por el satélite WIRE en 2006.
Existe una disminución de brillo de 0,26 magnitudes en el eclipse primario y 0,16 en el secundario, siendo este último un eclipse total.
El período orbital del sistema es de 38,82 días y la órbita es notablemente excéntrica (ε = 0,55).
Las dos componentes de Psi Centauri son muy diferentes. La primaria tiene una temperatura efectiva de 10.450 K y es 126 veces más luminosa que el Sol. Tiene un radio de 3,7 radios solares y una masa 3,1 veces mayor que la del Sol.
Parece ser una estrella de tipo B9 y existe evidencia de que es una estrella variable pulsante.
Su acompañante es más fría —8.800 K— y brilla con una luminosidad 21 veces mayor que la luminosidad solar. Su radio es 1,8 veces más grande que el del Sol y tiene una masa de 2 masas solares, parámetros que corresponden a una estrella de tipo A2.
Para una metalicidad similar a la del Sol, la edad del sistema sería de 290 millones de años.